# Takashi Yamashita

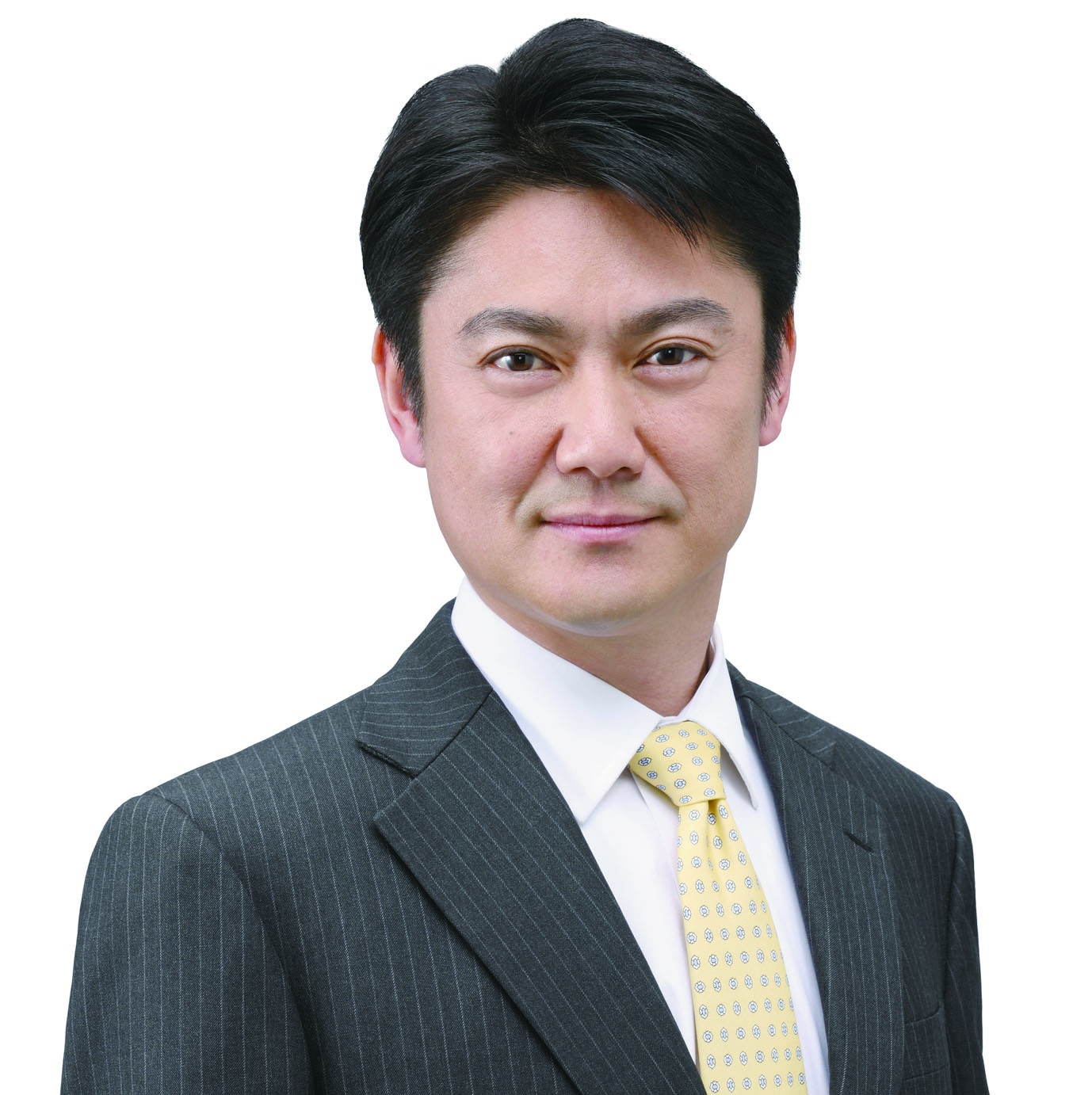
Takashi Yamashita (2017)

Takashi Yamashita (jap. 山下 貴司 Yamashita Takashi; * 8. September 1965 in Okayama, Präfektur Okayama) ist ein japanischer Politiker der Liberaldemokratischen Partei (Ishiba-Faktion → Motegi-Faktion), Abgeordneter im Shūgiin, dem Unterhaus des nationalen Parlaments, für den Wahlkreis Okayama 2 und ehemaliger Justizminister.

## Leben
Yamashita wurde am 8. September 1965 in Okayama geboren. Er studierte Rechtswissenschaft an der Universität Tokio und wurde anschließend Staatsanwalt. Nach Tätigkeiten u. a. im Justizministerium und als Dozent für Rechtswissenschaft an der Keiō-Universität kam er in die japanische Botschaft in Washington, D.C. 1997 schloss er ein postgraduales Studium an der Columbia Law School im Rahmen des Fulbright-Programms ab. 2010 verließ er das Justizministerium.
Bei der Unterhauswahl 2012 trat er als Kandidat der Liberaldemokratischen Partei (LDP) im Wahlkreis Okayama 2 gegen den Demokraten Keisuke Tsumura sowie eine KPJ-Kandidatin an. Yamashita gewann den Wahlkreis mit 52,8 % der Stimmen; Tsumura zog über den Verhältniswahlblock Chūgoku ins Unterhaus ein. Bei den Wahlen 2014, 2017 und gegen vereinte Opposition 2021 konnte Yamashita seinen Wahlkreis mit ähnlichen Ergebnissen verteidigen. 2024 verteidigte er den Sitz relativ knapp um weniger als 4.000 Stimmen gegen Tsumura. 2017 wurde er „parlamentarischer Staatssekretär“ im Justizministerium und im Kabinettsbüro.
Premierminister Shinzō Abe berief Yamashita im Oktober 2018 als Justizminister in das umgebildete vierte Kabinett Abe. Im erneut umgebildeten Kabinett ersetzte ihn im September 2019 Katsuyuki Kawai.